# Gaisheim (Neukirchen bei Sulzbach-Rosenberg)
Das Dorf Gaisheim ist ein Gemeindeteil der Gemeinde Neukirchen bei Sulzbach-Rosenberg im oberpfälzischen Landkreis Amberg-Sulzbach in Bayern.

## Lage
Der Ort liegt am Reinbach, am Fuße des Geissbergs und an der Dorfstraße zwischen Kirchenreinbach und Mittelreinbach.

## Geschichte
Ältere Schreibweisen bezeichnen den Ort als „Geisheim“, „Geißheim“ oder „Gaißheim“.
Gaisheim war ein Gemeindeteil der Gemeinde Mittelreinbach und wurde im Zuge der Gebietsreform in Bayern am 1. Januar 1972 mit dieser in die Gemeinde Neukirchen bei Sulzbach-Rosenberg eingegliedert.